# Bârda, Mehedinți
Bârda este un sat în comuna Malovăț din județul Mehedinți, Oltenia, România.